# Berkley (Massachusetts)
Berkley – miasto w Stanach Zjednoczonych, w stanie Massachusetts, w hrabstwie Bristol. Leży na południe od Bostonu.